# Vanessa Saba
Vanessa Saba Zarzar (Lima, 23 de junio de 1975) es una actriz y presentadora de televisión peruana. Ha destacado en el teatro y en televisión, participando en varias telenovelas peruanas.

## Biografía
Hija del economista Daniel Saba de Andrea y Aída Zarzar Casis. Estudió en el Colegio Santa Margarita, y luego siguió la carrera de Ciencias Publicitarias en el Instituto Peruano de Publicidad. A los dieciséis años empezó su carrera haciendo comerciales en televisión.
En 1996, Saba concursó en el certamen de belleza Miss Perú como Miss Madre de Dios; posicionándose como primera finalista en el cual obtuvo el derecho de representar a su país en el concurso Miss Sudamérica 1996 que actualmente se llama Reina Hispanoamericana, después formó parte del elenco de La captura del siglo de América Televisión. En 1997 asistió a talleres de actuación, además de haber llevado clases de danza moderna y baile flamenco. Seguidamente participó en el musical A Chorus Line, en la serie Polvo para tiburones y en las telenovelas Leonela, muriendo de amor, Luz María y Cosas del amor. También grabó su primer disco de rock, titulado Hasta el Sol, que incluye temas de rock, pop y blues.
En el año 2000 empezó a conducir el programa Agenca CMC, y participó en la obra de teatro La fiera domada y en la telenovela Pobre diabla. El año siguiente actuó en las series Éxtasis, en la telenovela Soledad, en teatro en el musical El show de terror de Rocky y en las obras El mago del país de las maravillas y Los monólogos de la vagina.
En 2003 actuó en la telenovela Demasiada belleza de Frecuencia Latina.
En 2005 actuó en la película Un día sin sexo del director Frank Pérez-Garland. También interpretó a la secretaria del empresario asesinado Luis Banchero en Detrás del crimen. En febrero de 2006 participó en el musical Broadway nights. Seguidamente, Saba actuó en las obras La verdad de las mentiras con Mario Vargas Llosa y Traición con Paul Vega.
En 2007 actuó en la cinta nominada al Goya: Una sombra al frente. Además, coprotagonizó la serie nominada a los Premios Emmy Internacional Mi problema con las mujeres.
El año siguiente condujo el programa Mega Proyectos del Perú y actuó en la obra Una gran comedia romana como Philia; y en 2009 volvió a interpretar a Philia en la reposición de la obra, y también participó en Boeing Boeing.
En 2010 actuó en las obras de teatro El celular de un hombre muerto (Dead Man's Cell Phone de Sarah Ruhl) y en Los monólogos de la vagina. Saba apareció en la miniserie estadounidense The Search for El Dorado grabada en Lima y estrenada en 2010.
En 2011 coprotagonizó la obra de teatro Las mil y una noches nuevamente junto al Nobel de Literatura Mario Vargas Llosa en Lima. Saba y Vargas Llosa protagonizaron la obra también en el Palacio de Bellas Artes del DF.
Actuó en la telenovela La Perricholi como Marquesa Francisca de Altamirano. En teatro, protagonizó la obra Entonces Alicia cayó de Mariana de Althaus, y En la otra habitación (o la obra del vibrador) (adaptación de In the Next Room (or The Vibrator Play) de Sarah Ruhl). Empezó a aparecer en la telenovela Corazón de fuego a fines del mismo año.
En 2012 se reportó que protagonizará El cazafortunas de Iguana Producciones, la cual es una adaptación libre de una obra teatral del escritor ruso Nikolai Gogol El Inspecto.
Saba es imagen de la tienda por departamento Ripley en Perú desde 2013.
Saba debutó como guionista y actuó en la película Ella y Él junto a su esposo y director de cine Frank Pérez-Garland, que se estrenó en 2014. Saba protagonizó la película El vientre, a inicios de 2014. También actuó en Mentiras, el musical.
En 2023, debutó con su primer libro titulado: "La calle inclinada", obra que explora la condición humana y sus pensamientos.

## Vida privada
Vanessa Saba esta casado con Frank Pérez-Garland desde 2009 y, para marzo de 2023, vive con él y su perro en México.
Sobre las protestas en Perú de 2023, mostró su actividad política por Twitter. Según una entrevista a La República, opinó a favor de los manifestantes quienes exigen la salida de Dina Boluarte, pero en contra de la consulta de la asamblea constituyente.

## Filmografía
| Año  | Título                    | Personaje       | Rol                                 |
| ---- | ------------------------- | --------------- | ----------------------------------- |
| 1999 | Triunfador (cortometraje) |                 |                                     |
| 2004 | Razones para el exilio    | Karen           |                                     |
| 2005 | Un día sin sexo           | Daniela         |                                     |
| 2007 | Una sombra al frente      | Doris Beltrán   |                                     |
| 2009 | Cu4tro                    | Cecilia         |                                     |
| 2014 | El vientre                | Silvia          |                                     |
| 2014 | El elefante desaparecido  | Celia Espinoza  |                                     |
| 2014 | La cara del diablo        | Mamá de Lucero  | Actriz, guionista y productora      |
| 2015 | Ella y Él                 | Ella            | Coguionista con Frank Pérez-Garland |
| 2016 | Margarita: Ese dulce caos | Sandra          | Actriz y guionista                  |
| 2017 | Doble                     |                 |                                     |
| 2018 | Locos de amor 2           | Daniela         |                                     |
| 2018 | Margarita 2               | Sandra          |                                     |
| 2019 | Papá Youtuber             |                 |                                     |
| 2019 | Rapto                     |                 | Guionista y Productora              |
| 2024 | Mía                       |                 |                                     |
| 2024 | Mistura                   | Mariana Woodman |                                     |
| 2026 | El vientre - Parte 2      |                 |                                     |

| Año           | Título                               | Personaje                                   | Rol                             |
| ------------- | ------------------------------------ | ------------------------------------------- | ------------------------------- |
| 1996          | La captura del siglo                 | Maritza Garrido-Lecca                       | Rol antagónico                  |
| 1997          | Leonela, muriendo de amor            | Teresa                                      |                                 |
| 1997          | Polvo para tiburones                 |                                             |                                 |
| 1998          | Luz María                            | Katalina "Katy" Curiel de la Vega           |                                 |
| 1999          | Cosas del amor                       | Marcela Aspíllaga                           |                                 |
| 2000          | Pobre diabla                         | Rebeca Montenegro                           | Rol antagónico                  |
| 2000–2002     | Agenda CMC                           | Presentadora                                |                                 |
| 2001          | Éxtasis                              | Patricia Narváez                            |                                 |
| 2001          | Soledad                              | Rafaella Ferreti                            |                                 |
| 2003          | Demasiada belleza                    | Antonella Parodi                            |                                 |
| 2005          | Detrás del crimen                    | Eugenia Sessarego                           | 1 episodio                      |
| 2007          | Mi problema con las mujeres          | Pamela                                      |                                 |
| 2008          | Mega Proyectos del Perú              | Presentadora                                |                                 |
| 2010          | El Dorado (The Search for El Dorado) | Lupe                                        | U.S.                            |
| 2011          | La Perricholi                        | Marquesa Francisca de Altamirano y Berlanga | Antagonista                     |
| 2011–12       | Corazón de fuego                     | Cecilia de los Heros                        |                                 |
|               | El cazafortunas                      |                                             | Rol protagónico                 |
| 2014          | Comando Alfa                         | Diana                                       | Estelar                         |
| 2015          | Amor de madre                        | María Eduarda Bérmudez                      | Villana Principal               |
| 2016          | Mis tres Marías                      | Jacqueline Mendizabal                       | Rol Protagónico                 |
| 2016          | El regreso de Lucas                  | Vanessa                                     | Participación especial          |
| 2017          | Colorina                             | Yovanka Tapia Orosco                        | Rol antagónico                  |
| 2017-18       | Madre por siempre, Colorina          | Yovanka Tapia Orosco                        | Invitada                        |
| 2019          | En la piel de Alicia                 | Verónica León                               | Estelar                         |
| 2020-21       | Mi vida sin ti                       | Leticia de Vargas                           | Estelar                         |
| 2022-presente | Maricucha                            | Leticia Bridgerton Ozterland                | Rol antagónico secundario       |
| 2022          | Travesuras de la niña mala           | Alberta                                     | Estelar                         |
| 2024          | La historia de Juana                 | Elvira vda De Armas                         | Participación Especial (México) |

## Teatro
- A Chorus Line (1997) como Bebe Benzenheimer.
- La fiera domada (2000–01) como Bianca.
- El mago del país de las maravillas (2001)
- El show de terror de Rocky (2001) como Janet Weiss.
- Los monólogos de la vagina (2001)
- Venecia (2002)
- El avaro (2002) como Mariana.
- Las vacaciones de Betty (2002) como Betty.
- Ángeles (2003) como Vasahiah.
- Broadway nights (2006) como Sally Bowles/Velma Kelly.
- La verdad de las mentiras (2006)
- Traición (2006) como Emma.
- Más cerca (2007) como Ana.
- Una gran comedia romana (2008, 2009) como Philia - Teatro Peruano Japonés.
- Boeing boeing (2009) como Jacqueline Grieux - Teatro Peruano Japonés.
- El celular de un hombre muerto (2010) como Jean - Teatro Mario Vargas Llosa.
- Los monólogos de la vagina (2010) única función.
- La tercera edad de la juventud (2011)
- Las mil y una noches (2011)
- Entonces Alicia cayó (2011) como Alicia - Teatro Británico.
- En la otra habitación (o la obra del vibrador) (2011) como Catherine Givings - Teatro Larco.
- Un dios salvaje (2013) - Teatro de la UPAO.
- Mentiras, el musical (2014) como Dulce.
- ¿Qué me pongo? (2015)

## Premios y nominaciones
| Año  | Premio                       | Categoría                                | Trabajo                     | Resultado |
| ---- | ---------------------------- | ---------------------------------------- | --------------------------- | --------- |
| 2008 | Premios Emmy Internacional   | Mejor comedia (compartido con el elenco) | Mi problema con las mujeres | Nominada  |
| 2013 | Premios Luces de El Comercio | Mejor actriz de teatro                   | Un dios salvaje             | Ganadora  |
| 2015 | Premios Luces de El Comercio | Mejor actriz de TV                       | Amor de madre               | Nominada  |